# Bindax oscitans
Bindax oscitans är en spindelart som först beskrevs av Pocock 1898.  Bindax oscitans ingår i släktet Bindax och familjen hoppspindlar. Inga underarter finns listade.